# Batalla dels Camps de Cató
La batalla dels Camps de Cató o batalla de Latara va ser un enfrontament decisiu entre les tropes romanes d'Orient i amazics de Joan Troglita i una coalició de tribus amazigues rebels dirigida per Antales i Carcasà, l'any 548, a Latara, als Camps de Cató, en el marc de les guerres romano-amazigues. Va formar part de la guerra de pacificació, després de la conquesta del regne vàndal, de les tribus amazigues natives. Aquests últims, després de derrotar l'exèrcit de Troglita a la batalla de Marta, van ser finalment derrotats.

## Context
Si la conquesta del regne vàndal ocupant l'antiga província d'Àfrica va ser relativament fàcil, l'Imperi Romà d'Orient es va enfrontar ràpidament a revoltes reiterades per part dels amazics, ansiosos de preservar la seva autonomia. Aquestes tribus dispars representen un potencial desestabilitzador important per a la dominació romana de la regió. L'any 543, una gran revolta s'apodera de l'Àfrica i es va estendre, aprofitant les divisions i la negligència del comandament romà, per la Tripolitana.
En resposta, l'emperador Justinià I va enviar Joan Troglita a Àfrica l'any 546. A la seva arribada, va obtenir la seva primera victòria a la batalla de Sufètula, alhora que aconseguia el suport d'altres tribus berbers, en particular el cap Cutzines. Les tribus de Líbia tornen a les seves terres d'origen segons el poeta Corip i l'historiador Procopi de Cesarea; guiades pel seu líder Carcasà, rei dels Ifuraces, i nou comandant en cap de les tribus insurgents líbies després de la mort de Ierna a Sufètula, va unir-se a Antales, el rei dels Frexes i líders de les tribus rebels d'Àfrica, poc després de la derrota de Sufètula o de la victòria de Marta, tornant a Sirte Minor i Bizacena per lluitar contra els romans i els seus aliats amazics. La derrota de Joan a Marta, l'estiu del 547, el va obligar a retirar-se cap a Cartago. Els rebels porten les seves incursions fins a les muralles de Cartago i, en paraules de Procopi de Cesarea, « va exercir horribles crueltats sobre els habitants del país »  .
Pocs dies després d'aquesta derrota, Joan Troglita va reunir les restes del seu exèrcit, i va desplegar grans esforços diplomàtics per recuperar el suport d'Antales i Ifísdeas. Les tribus de l'Aurès, dirigides per Iaudes, també van fer costat als romans. L'explicació d'aquestes aliances ve segurament de la preocupació de les tribus de Numídia davant l'ascens al poder de les de Bizacena i Tripolitana. Gràcies a aquests reforços, el general romà va poder reunir un gran nombre de soldats. Aquests èxits diplomàtics són encara més espectaculars tenint en compte que la vigília de la campanya del 548, els romans patien una derrota humiliant, cosa que podria haver animat noves tribus amazigues a unir-se a la revolta.
Els amazics formen la major part de l'exèrcit de Joan Troglita. L'historiador francès Yves Modéran estima que l'exèrcit de Joan tenia més del 60%, o fins i tot més del 75%, de tropes amazics. Corip, el principal cronista de la guerra contra els amazics en el seu poema èpic La Johannide, exagera les xifres, parlant de 100.000 homes d'Ifísdeas, 30.000 de Cutzines i 12.000 de Iaudes. El predomini d'amazics a l'exèrcit i el seu paper decisiu en aquest enfrontament són també esmentats per Procopi i per Jordanes.

## Desenvolupament
A la primavera del 548, Joan Troglita es va dirigir cap a la plana d'Arsuris, entre Bizacena i l'Àfrica proconsular. La coalició rebel es posiciona entre Kairuan i Shiba. Mentre Carcasà es preparava per a la batalla, Antales li va aconsellar que utilitzés tàctiques de terra cremada, allunyant l'exèrcit romà de les seves bases i fent-lo patir per la calor i la manca de menjar. Els rebels es van dirigir cap a Iunci, on Joan Troglita esperava lluitar contra ells, però es van retirar cap a les muntanyes de Bizacena. Els exploradors romans van capturar alguns rebels que van revelar el pla d'Antales.
Aquesta vegada, el general romà no es va arriscar a aventurar-se en terres hostils devastades per la guerra. Va acampar a la costa on es podia abastir i va decidir esperar els rebels, a risc de provocar la desmoralització entre les seves tropes que s'enfrontaven a la ociositat. Part del seu exèrcit fins i tot va arribar a amenaçar-lo de mort, i finalment va ser el suport dels amazics de Numídia el que va permetre a Joan Troglita restablir la disciplina. Els rebel, per la seva banda, s'enfronten a la manca de subministraments.

## Batalla
Finalment, Joan corre el risc de progressar terra endins fins a Latara, un lloc desconegut que cal situar a l'oest d'Iunci, en un lloc anomenat Camps de Cató, on s'agrupen els rebels. Aquests havien fortificat el seu campament, fent que Troglita dubtés sobre si llançar un assalt directe. Va optar per bloquejar la seva posició per obligar-los a marxar. Per animar-los encara més, va demanar als seus homes que fingissin estar desmotivats i reticents a lluitar.
Reunits en consell, els líders rebels van decidir plantar batalla. Les forces romanes es van organitzar en dues línies amb, en primera línia, el líder Cutzines i els genets romans guiats per Putzintul i Geisiric i, en segona línia, les forces de Sinduït, Fronimut i els amazics d'Ifísdeas .
Els rebels va atacar el campament romà un diumenge amb l'esperança de prendre per sorpresa l'exèrcit imperial, però són repel·lits i tornen a la seva posició. Els rebels van reformar les seves files, van formar un triangle davant de Cutzines i van tornar a combatre. El líder lleial es va trobar en dificultats i va patir importants pèrdues. Va haver de retirar-se amb Putzintul i Geisiric, que també van ser derrotats. Joan Troglita, assabentat de la derrota de Cutzines, va acudir ràpidament en la seva ajuda, i aquest va tornar a la càrrega amb Putzintul i Geisiric. La batalla posterior va romandre sense resoldre durant molt de temps, amb grans pèrdues per ambdós bàndols. Putzintul va ser ferit de mort per una javelina. Finalment, una càrrega de Joan sobre el centre de l'exèrcit rebel va acabar guanyant terreny. En aquest punt, Carcasà reuneix les seves forces i decideix contraatacar però és abatut per Joan. En veure mort el seu líder, els rebels van fugir d'una manera desordenada. Joan i els seus aliats van perseguir-los, causant una gran mortandat i fent retrocedir els supervivents cap a Tripolitana.

## Conseqüències
La victòria de Joan Troglita i els seus aliats va ser completa. La rebel·lió es va desfer i Joan Troglita va poder tornar triomfant a Cartago on el cap de Carcasà va ser exhinbit en una pica segons Corip. Altres líders rebels com Antales es van sotmetre. Aquesta batalla va posar fi a una llarga sèrie d'enfrontaments entre el nou poder romà i les tribus amazigues de l'interior, contribuint a l'esgotament d'una província que havia estat ràpidament conquerida el 533-534. La pau va permetre el retorn a la prosperitat econòmica, encara que es produïssin periòdicament aixecaments amazics, des del 563, fins a la conquesta musulmana del Magrib al tombant del segle VIII.